# 後藤聖菜
後藤 聖菜（ごとう せいな、1994年10月25日 - ）は日本のモデル・女優・元アイドル・バラエティタレント。所属事務所はアイリンクであったが、現在は事務所HPに記載が無い。愛称は聖菜様・ごっちゃん・聖菜ちゃん。ぽっちゃり専門ファッション誌『la farfa』の看板モデル。2017年、突然の海外留学を理由に活動を停止した。

## 概要
小中学時代はアイドル、女優、モデルとして活動、アイドル時代は鳴かず飛ばずだった。アイドル時代には48kgだった体重が、舞台での役作りで10kg増量した後、減量できずに75kgになった。
2013年からぽっちゃりモデルとして活動。ぶんか社のぽっちゃり女子専用のファッション雑誌『la farfa』の専属モデルを務める。同年12月に専属モデルを務めるla farfaでマシュマロ女子として着まわし企画に登場し、『元祖マシュマロ女子』となる。
ネット上でのデブが勘違いしている、といった批判に対して「豚だのデブだの賛否両論ありますがわたしにとってすごく嬉しいことです」と12月11日にブログで語り、同時にふくよかでも、とても愛らしく整った顔立ちから、多くの男性人気、女性人気を獲得した。。当初75kgであると公表していたが、サバをよみ85kgであることを明らかにした。2014年3月の日刊SPA!の取材では、マシュマロマンに似ているという意見に対して、自分でも似ていると思った、ポケモンのカメックスと身長・体重が同じという指摘について、Twitterやブログで自分で利用させてもらっていると語った。

## 人物
- 身長160cm、体重83kg。B105・W87・H109
- 野菜と炭水化物が好きで、一番好きなものはパスタ、肉より魚派[1]。
- 趣味はアニメ鑑賞・マンガ・インターネット等あまりアクティブではない。
- 自身のブログにコンプレックスはしゃがれた声と書いている。
- ハロプロが大好きで特にモーニング娘。のファン。ゴールデンボンバーの大ファン。
- 腐女子である。
- 体型とは裏腹にダンススキルが高く、女優活動も行っているため今年メジャーデビューを果たしたバンド『shiggy.jr』のメジャーデビューシングル『サマータイムラブ』のPVで奇跡の女子役で起用される。
- ファッションセンスが高く、『せなしふく』と呼ばれる本人のファッションを参考にするポッチャリ女性が増えている。
- ニコニコ動画で活躍する踊り手『愛川こずえ』と本家×マシュマロ女子でルカルカ☆ナイトフィーバーの踊ってみたを投稿。
- アイドル『pottya』の大橋ミチ子とお揃いのサングラスを購入するなど大の仲良しである。

## 主な出演・代表作品

### テレビ
- 『ナオミクローゼット』
- 『アノ人たちの作り方』
- 『人生が変わる1分間の深イイ話』なぜ日本人は行列してまで食べたいのかSP
- 『ナカイの窓』
- 『ぷっすま』
- 『ザキ山小屋』
- 『ソレダメ!〜あなたの常識は非常識!?〜』 - 夢野ホソミ 役
- 『ザ!世界仰天ニュース』仰天チェンジ

### その他
- JALAコスプレTV（ネットテレビ）メインMC
- SONYブラビア広告モデル
- 『shiggy.jr/サマータイムラブ』 - 奇跡の女子 役
- 『4Lコスプレイメージモデル』

### 雑誌
- 『la farfa』専属モデル : 表紙を何度も務めた。